# Heave compensator
Een heave compensator is in wezen niet veel anders dan een deiningscompensator, maar de Engelse benaming wordt meestal in de offshore-industrie gebruikt. Een Heave compensator is dus ook een verend element dat gebruikt wordt in een verbinding tussen een drijvend object en de zeebodem. (En niet in de verbinding tussen de wal en het schip)
Vaak wordt met deze benaming de boorstang compensator (Drill string compensator)aan boord van een boor-schip of een half-afzinkbaar booreiland bedoeld.
De heave compensator vergroot dus de elasticiteit van het systeem, zodanig dat op en neer gaan van de boortoren minder invloed heeft op het krachtenspel op de boorkop. In feite moet de veer zo slap mogelijk zijn. Dat betekent in feite een "oneindig" groot gasvolume. Nu zijn er verschillende patenten voor slimme constructies die de krachtoploop van de veer minimaliseren ook bij een beperkt gasvolume. 

Een ander probleem bij het constant houden van de kracht is de hysterese. Bij het omkeren van de bewegingsrichting, komt er een sprong in de krachtoploop. Door het toepassen van een actieve heave compensator, bijvoorbeeld door een hydraulische cilinder die op en neer gestuurd wordt, of door een liersysteem dat viert of haalt, kan men de krachtsoploop minimaliseren, doch dit vraagt een enorm vermogen. Een tussenoplossing is om de vering voor het grootste deel te laten verzorgen door een passief systeem en parallel daaraan een actief systeem te plaatsen. Dit actief systeem vraagt dan ook veel minder vermogen en hoeft eigenlijk slechts aan te spreken als het golfpatroon hierom vraagt.